# Heresiarches spilocephalus
Heresiarches spilocephalus là một loài tò vò trong họ Ichneumonidae.